# Ordre du Mérite militaire (Russie)
L'ordre du Mérite militaire (en russe : Орден « За военные заслуги ») est une distinction honorifique de la fédération de Russie, décernée depuis le 2 mars 1994.

## Description
L'insigne de l'Ordre est en argent émaillé et représente une étoile à huit branches, dont les rayons diagonaux forment des pentagones, recouverts d'émail aux couleurs du drapeau de la Fédération de Russie. Sur le médaillon central, dans un cercle, est placée une couronne de branches de chêne et de laurier et l'inscription en relief : « ЗА ВОЕННЫЕ ЗАСЛУГИ » (pour mérites militaires). Au centre du médaillon se trouve, en relief, l'aigle de la Fédération de Russie. Le diamètre de l'insigne est de 40 mm. Au revers de l'insigne figure son numéro.
L'insigne de l'Ordre est relié à un bloc pentagonal recouvert d'un ruban de soie moiré de couleur bleue avec une bande rouge au centre entre deux bandes blanches. La largeur du ruban est de 24 mm, la largeur de la bande rouge est de 5 mm et la largeur des bandes blanches est de 2 mm.

## Récipiendaire
- Alexandre Vladimirovitch Romantchouk (général)